# Schneehäuser auf Mallorca

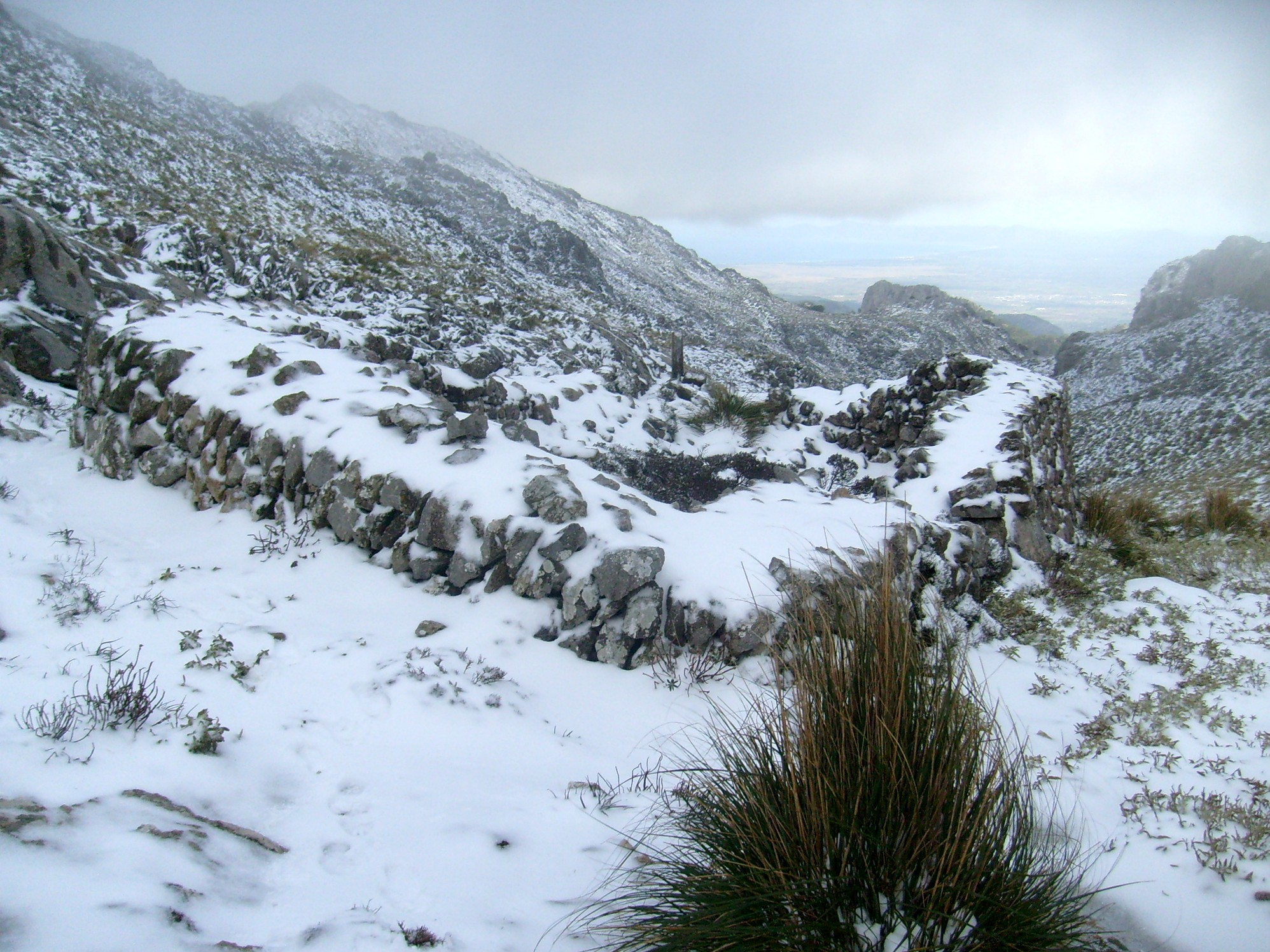
Ruine eines Schneehauses im Massanella-Massiv

Bei den Schneehäusern (mallorquinisch Cases de Neu) auf der spanischen Baleareninsel Mallorca handelt es sich um historische, heute nicht mehr genutzte Bauten in den Hochlagen der Serra de Tramuntana, des höchsten Gebirges der Insel. Sie stellten von ihrer Konstruktion als Bauwerk eine Variante des Eiskellers dar, dienten jedoch nicht nur der Lagerung, sondern auch zur Herstellung von Eis.

## Lage

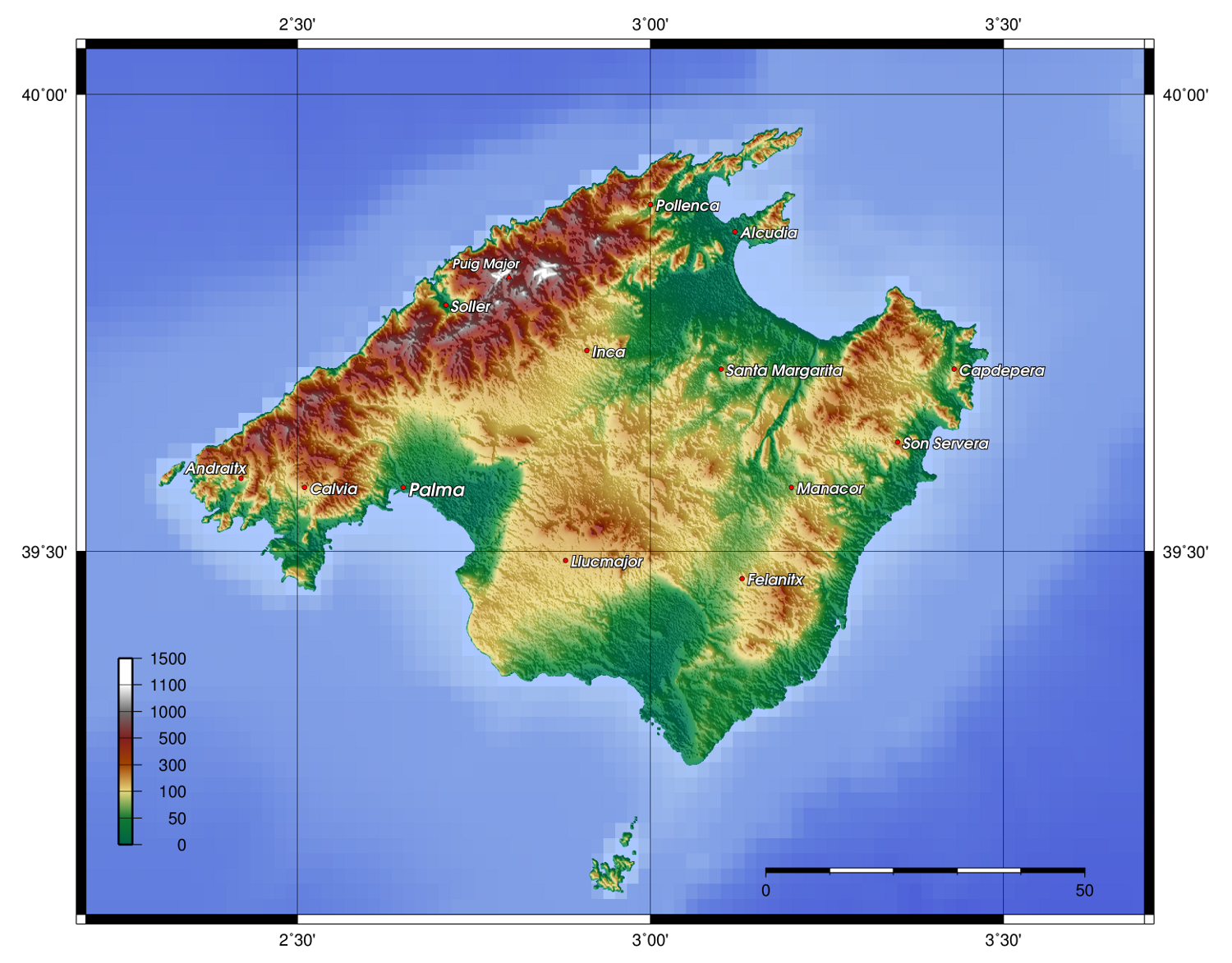
Topografie von Mallorca

Der Gebirgszug der Serra de Tramuntana zieht sich entlang der Nordwestküste Mallorcas von der Gemeinde Andratx im Südwesten der Insel bis zum im Norden gelegenen Pollença. Die bis über 1000 Meter über den Meeresspiegel aufragenden Berge schirmen den Rest Mallorcas vor den oft starken und kalten Nord- und Westwinden mit dem sie begleitenden Niederschlag ab. So regnet es in den „Bergen des Nordwinds“, wie das Gebirge übersetzt heißt, vornehmlich an der Küstenseite wesentlich stärker und häufiger, als im Flachland des Plà de Mallorca oder der östlichen Gebirgskette der Serres de Llevant. Im Winter, manchmal bis Anfang April, fallen die Niederschläge ab 700 Metern Höhe auch als Schnee, der ab über 1000 Metern nicht selten liegen bleibt.
Im Jahr 2002 waren 46 Standorte von ehemaligen Schneehäusern in der Serra de Tramuntana bekannt, davon elf am Puig de Massanella, neun am mit 1445 Metern höchsten Berg Mallorcas, dem Puig Major, fünf am Puig des Teix und drei am Puig Tomir. Die restlichen Ruinen der Cases de Neu verteilen sich auf unterschiedliche Orte innerhalb des Tramuntana-Gebirges. Sämtliche bekannten Standorte der Schneehäuser liegen in einer Höhe von 400 bis 1400 Metern Höhe, allein 23 befinden sich zwischen 900 und 1200 Metern, sieben über dieser Höhe. Die Ausrichtung der Bauwerke an den Bergflanken reicht von meist Nord (24) über West (11) bis Ost (10), eine südliche Ausrichtung weist keine der Ruinen auf. Zu den abgelegeneren Schneehäusern führen auch heute noch erkennbare angelegte Wege, die häufig mit Natursteinpflaster als Belag versehen wurden.

## Geschichte

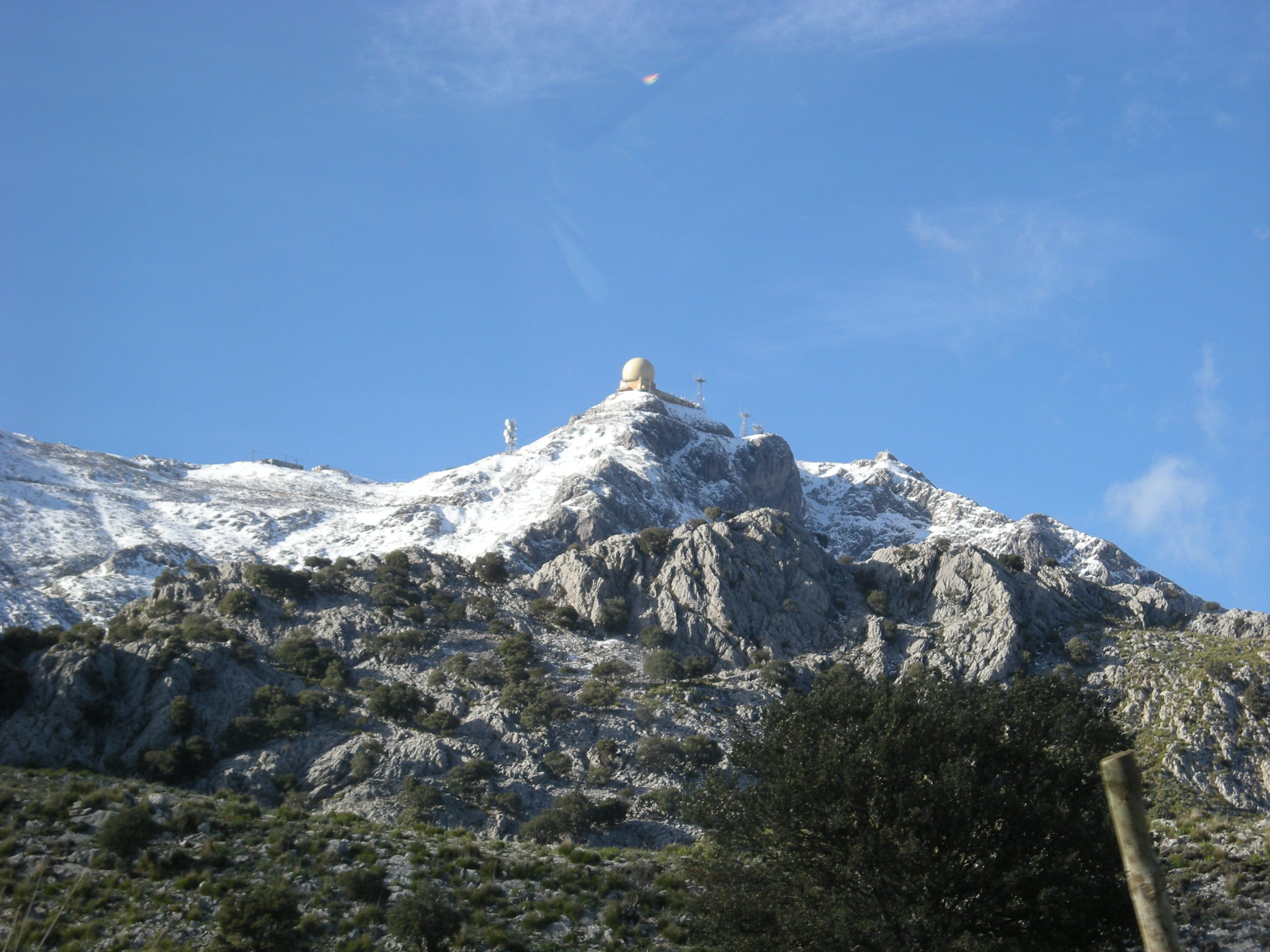
Puig Major – höchster Berg Mallorcas (Ende März 2008)

Historische Dokumente beschreiben das Sammeln und Lagern von Schnee in der Serra de Tramuntana seit dem 16. Jahrhundert, so belegt in Aufzeichnungen von 1564 und urkundlichen Nennungen von 42 der Cases de Neu innerhalb des Tramuntana-Gebirges. Aus dem Jahr 1656 ist eine Regelung des Gewerbes des Handels mit Schnee durch das Capítol de l’Obligat de la Neu bekannt. Bei den Schneehäusern handelte es sich um künstliche, manchmal auch natürliche schachtartige Vertiefungen, die innen mittels Trockenmauerwerk, in der Bauweise den mallorquinischen Tanca-Mauern (auch Marges genannt) ähnlich, ausgekleidet waren. Das Mauerwerk ragte etwa einen Meter aus dem Erd- oder Felsboden heraus und war mit einem isolierenden Dach aus gebundenem Schilf oder einer Mischung aus Binsen und Ziegeln, selten auch mit Steinen gedeckt.

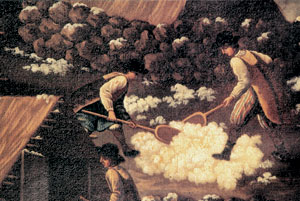
Els nevaters de la Massanella Ölgemälde von Jaume Nadal
(1750, Bildausschnitt)

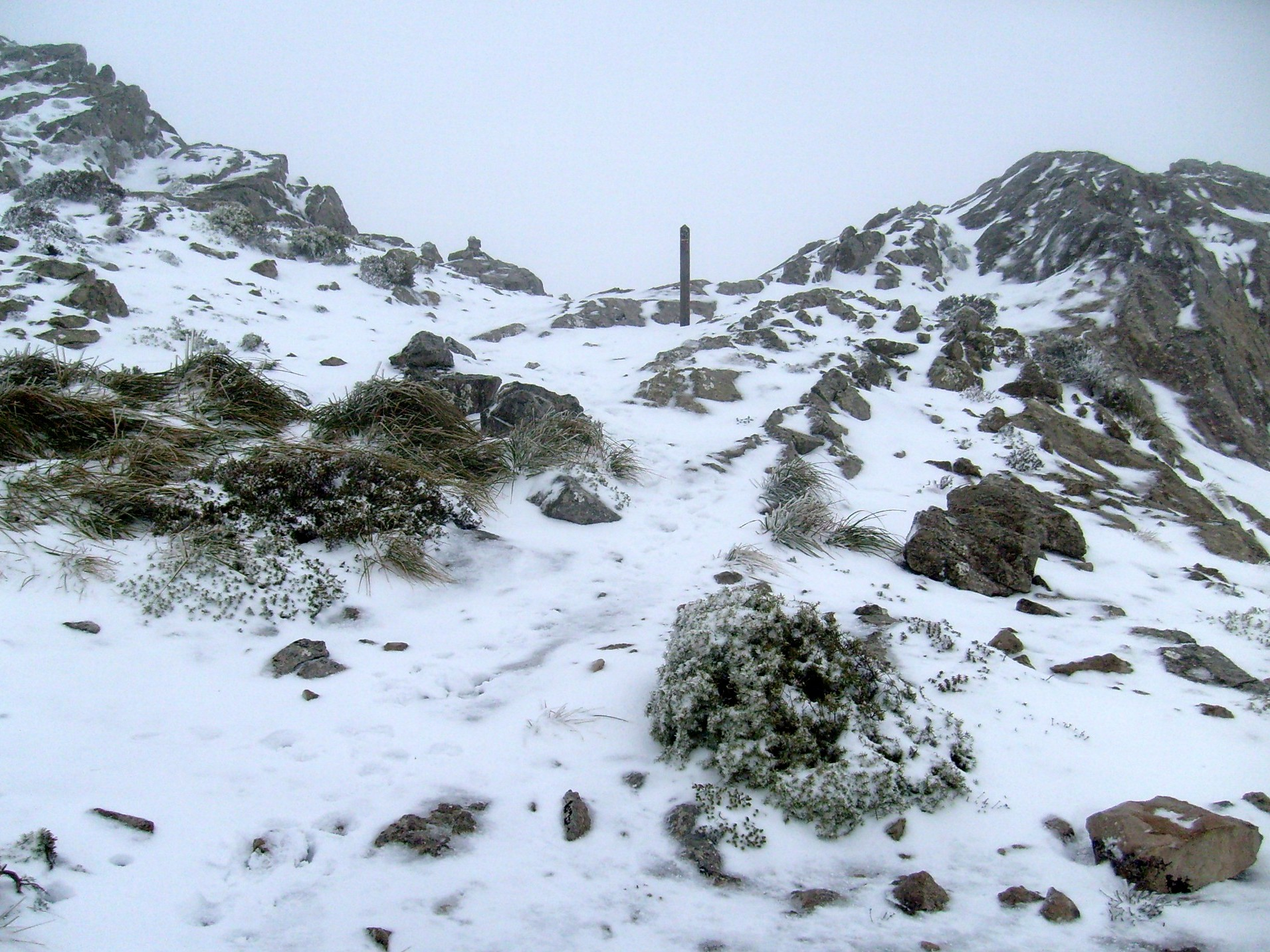
Coll de ses Cases de Neu (Schneehäuser-Pass)

Die meisten der Cases de Neu waren etwa 10 bis 16 Meter lange, annähernd rechteckige Bauten. Ihre Breite betrug durchschnittlich 6 Meter, die größten erreichten Breiten bis 8 Meter. Die Gruben im Inneren waren bis über 6 Meter tief, wenngleich die Mehrzahl der Bauwerke nur eine Tiefe von 3 bis 5 Metern aufwiesen. Über die Hälfte der heute bekannten Schneehäuser verfügten über Nebengebäude als Unterkünfte für die Arbeiter, die Nevaters („Schneemänner“). Diese Schutzhütten kommen umso häufiger vor, je höher das jeweilige Schneehaus lag. Gleiches trifft auf speziell für die Cases de Neu angelegten Wege zu. Bei etwa einem Viertel der Schneehäuser wurden in der Nähe Trockensteinmauern errichtet, die der Anhäufung zu Schneewehen dienten und damit das Sammeln des Schnees erleichterten.
Die Arbeit der Nevaters war für diese nur eine Nebentätigkeit, die etwa zehn bis vierzehn Tage des Jahres ausmachten. In dieser Zeit wurde der gesammelte Schnee durch kleine Fenster in die Cases de Neu eingefüllt und dort zu Eis verdichtet. Danach durch Isoliermaterial wie Schilf oder Stroh gut abgedeckt, hielt sich das Eis bis in die Sommermonate. Nach und nach wurde es vornehmlich in die Inselhauptstadt Palma an die dortige Lebensmittelindustrie, an Krankenhäuser, aber auch an vermögende Privatleute verkauft. In der Gastronomie wurde das Eis bei der Herstellung von Speiseeis und Erfrischungen verwendet, auf Märkten diente es beispielsweise Fischhändlern zur Frischhaltung ihrer Waren und im medizinischen Bereich wurde es zum Stillen von Blutungen und der Behandlung von Brandverletzungen gebraucht.
Die Zeit der Cases de Neu endete mit der Einführung elektrischer Kühl- und Gefrieranlagen, vor allem in der Industrie. Nach 1927 hatte auch das letzte Schneehaus am Puig de Massanella ausgedient. Seitdem befinden sich diese historischen Bauten in verschiedenen Stadien des Verfalls. Viele der zu den Schneehäusern angelegten Wege, auf denen man früher das gewonnene Eis auf Mauleseln zu den nächsten Straßen transportierte, um es dann weiter auf Eselskarren zu Tal zu bringen, werden heute als Wanderwege genutzt. So führt auch der Fernwanderweg GR 221 an mehreren Standorten von Schneehaus-Ruinen vorbei. Im Massanella-Massiv ist ein Gebirgspass, der 1142 Meter hoch gelegene Coll de ses Cases de Neu, nach den ehemaligen Bauwerken benannt.
Anfang 2011 fand die zweijährige Restaurierung eines Schneehauses im Auftrag des Inselrates ihren Abschluss. Das aus dem Jahr 1692 stammende Bauwerk, bestehend aus einem Schacht für die Eislagerung und einem kleinen Haus für die Arbeiter steht auf dem Gelände der Finca Son Massip.

## Belege
1. 1 2 3  Las Casas de nieve y sus itinerarios
2. 1 2  Schneehäuser des Massanella Massivs (Memento vom 5. April 2009 im Internet Archive)
3. 1 2 3  Schneehäuser auf Mallorca
4. ↑  Schneehaus von 1692 restauriert. Artikel in der Mallorca-Zeitung Nr. 569 vom 31. März 2011, S. 12